# Riot Live (álbum de 1989)
Este artículo trata sobre el álbum en directo de 1989. Para el EP de 1982 véase: Riot Live (álbum de 1982).
Riot Live es un álbum en vivo de la banda estadounidense de heavy metal Riot y fue publicado originalmente en Japón por CBS Records y Sony Music en formato de disco compacto en 1989.

## Grabación y publicación
Este disco en directo fue grabado en dos lugares distintos.  La mitad de las canciones de Riot Live fueron grabadas en el Hammersmith Apollo de Londres, Reino Unido en abril de 1980, mientras que el número restante de melodías fueron grabadas durante dos conciertos del festival Monsters of Rock realizado en Donington Park en agosto del mismo año.

## Reedición
En 1993, la discográfica Metal Blade Records relanzó este material discográfico en varios países de América y Europa.

## Lista de canciones
| N.º     | Título                                            | Escritor(es)                           | Duración |  |
| 1.      | «Intro»                                           |                                        | 0:56     |  |
| 2.      | «Angel»                                           | Guy Speranza / Mark Reale / Phil Feit  | 3:42     |  |
| 3.      | «Do It Up»                                        | Speranza / Reale                       | 3:44     |  |
| 4.      | «Road Racin'»                                     | Speranza / Reale                       | 4:52     |  |
| 5.      | «White Rock»                                      | Speranza / Reale                       | 3:09     |  |
| 6.      | «Warrior»                                         | Speranza / Reale / Steve Costello      | 9:29     |  |
| 7.      | «Narita» (versión instrumental)                   | Speranza / Reale                       | 3:53     |  |
| 8.      | «Tokyo Rose»                                      | Speranza / Reale                       | 4:24     |  |
| 9.      | «Overdrive»                                       | Speranza / Reale / Lou A. Kouvaris     | 8:58     |  |
| 10.     | «Rock City»                                       | Speranza / Reale / Kouvaris / Feit     | 4:52     |  |
| 11.     | «Back on the Non-Stop» (canción inédita)          |                                        | 4:37     |  |
| 12.     | «Kick Down the Wall»                              | Speranza / Reale                       | 4:47     |  |
| 13.     | «Train Kept A-Rollin'» (versión de Tiny Bradshaw) | Tiny Bradshaw / Howard Kay / Lois Mann | 6:15     |  |
| 14.     | «Road Racin'»                                     | Speranza / Reale                       | 8:06     |  |
| 1:11:44 |                                                   |                                        |          |  |

## Créditos
- Guy Speranza — voz
- Mark Reale — guitarra
- Rick Ventura — guitarra
- Kip Leming — bajo
- Sandy Slavin — batería